# UTC+9:30

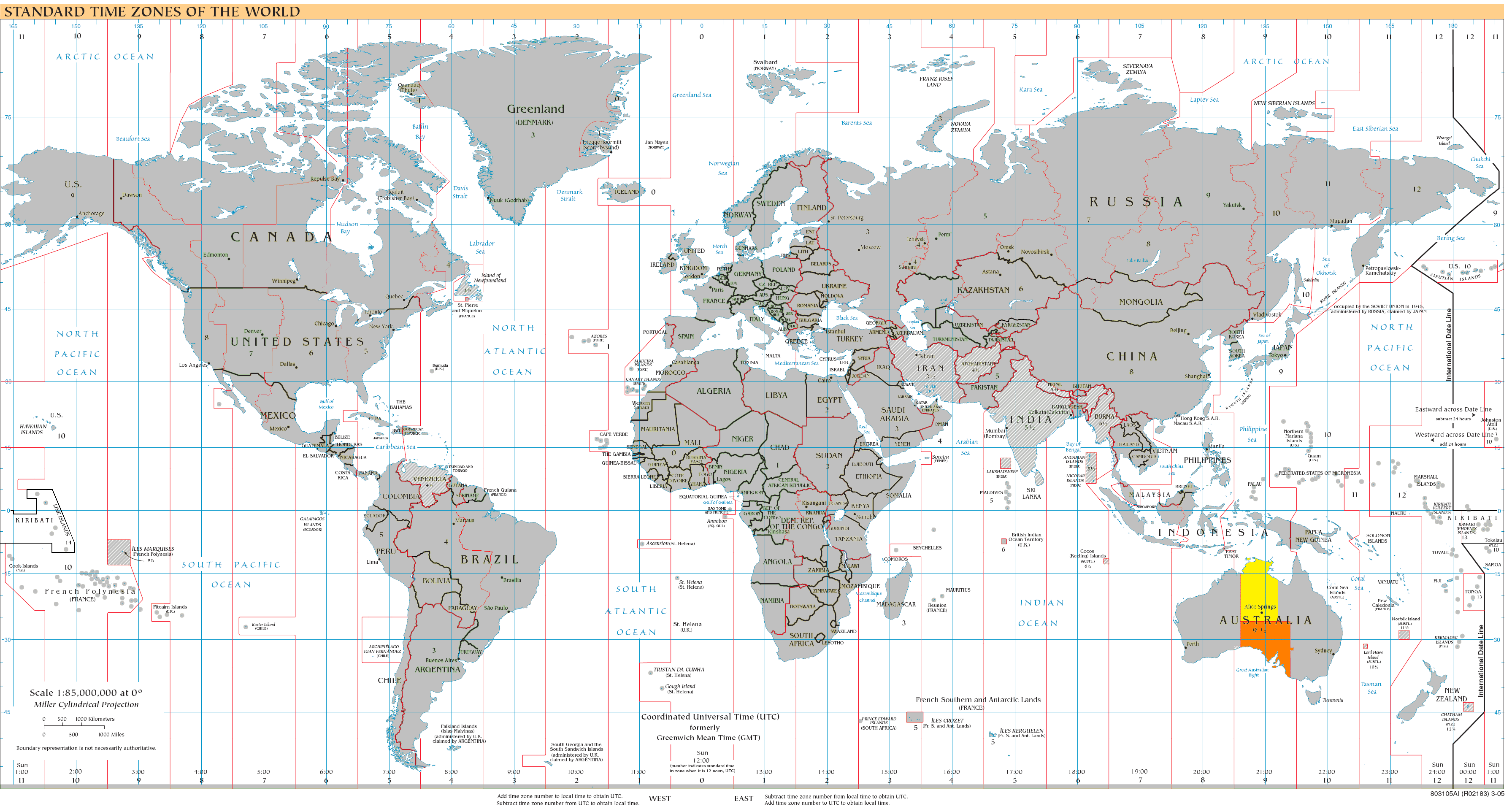
UTC+9:30: 橙-6月前後に適用、濃黄-通年適用

UTC+9:30とは、協定世界時を9時間30分進ませた標準時である。

## 該当地域

### 標準時（通年）
- オーストラリア
  - 中部標準時 - ACST
    - ノーザンテリトリー

### 夏時間（南半球）
- オーストラリア
  - 中部標準時 - ACST
    - ブロークンヒル（ニューサウスウェールズ州）
    - 南オーストラリア州

## 歴史
オーストラリアでは中部標準時で用いられている。ただし通年 UTC+9:30 なのはノーザンテリトリーのみである。
南オーストラリア州は1895年にグリニッジ標準時+9時間と定めた。しかし1899年には、1時間単位の時間帯と固く決められていた一般的な慣行を無視し、30分進めて+9:30 とした。1971年には夏時間を導入したため、+9:30 なのは冬期のみとなった。1899年のこの変更は批判を受け、1986年、1994年には+9 または+10 へ変更する提案が企てられたが、いずれも実現しなかった。
ノーザンテリトリーは1911年に南オーストラリア州から分離したが、従来通り中部標準時をとった。その後も夏時間を導入していない。
なおニューサウスウェールズ州のうちブロークンヒルは、南オーストラリア州と同じ中部標準時を使用しており、冬期に UTC+9:30（夏期も同様 UTC+10:30）となる。
韓国では1955年から1960年まで、UTC+9:30 の夏時間（夏期+1時間）が実施された。